# Flanders Classics
Flanders Classics er en belgiske sammenslutning for de løbsarrangører der arrangere de klassiske cykelløb i regionen Flandern. Den blev stiftet i 2010 med seks cykelløb, hvor monumentet Flandern Rundt er det vigtigste. De to belgiske klassikere E3 BinckBank Classic og Kuurne-Bruxelles-Kuurne er ikke en del af Flanders Classics.

## Klassikere
| Løb                      | Noter |
| ------------------------ | --- |
| Omloop Het Nieuwsblad    | Åbningen på den belgiske cykelsæson. |
| Gent-Wevelgem            | Den første af tre brostensklassikere, afviklet søndagen mellem Milano-San Remo og Flandern Rundt.                                              |
| Dwars door Vlaanderen    | Indtil 2017 det første løb i den flamske cykeluge; siden 2018 afholdt mellem Gent–Wevelgem og Flandern Rundt.                                  |
| Flandern Rundt           | Klimakset på den flamske cykeluge, og det eneste flamske løb blandt de fem af cyklingens monumenter. Bliver afholdt den første søndag i april. |
| Scheldeprijs             | Afholdt midt på ugen mellem Flandern Rundt og Paris-Roubaix.                                                                                   |
| Brabantse Pijl           | Løbet bliver nu afholdt før Ardennerklassikerne.                                                                                               |
| Brussels Cycling Classic | Indtil 2012 kendt som Paris–Brussels. Flanders Classics' eneste løb ved sæsonafslutningen. Bliver kørt i september.                            |